# Karsten Fitz
Karsten Fitz (* 1965) ist ein deutscher Amerikanist.

## Leben
Von 1987 bis 1994 studierte er an Universität Hannover Anglistik/Amerikanistik und Politikwissenschaft. Nach der Promotion 2000 zum Doktor der Philosophie in Amerikanistik in Hannover lehrte er von 2000 bis 2007 als Assistenzprofessor für Amerikanistik in Regensburg. Nach der Habilitation 2006 an der Universität Regensburg; venia legendi: Amerikanistik lehrt er seit 2007 als Professor für Amerikanistik/Kultur- und Medienwissenschaft an der Universität Passau.

## Schriften (Auswahl)
- Negotiating history and culture. Transculturation in contemporary native American fiction. Frankfurt am Main 2001, ISBN 0-8204-5384-6.
- The American revolution remembered, 1830s to 1850s. Competing images and conflicting narratives. Heidelberg 2010, ISBN 978-3-8253-5735-1.
- als Herausgeber: Visual representations of native Americans. Transnational contexts and perspectives. Heidelberg 2012, ISBN 3-8253-6018-0.
- als Herausgeber mit Bärbel Harju: Cultures of privacy. Paradigms, transformations, contestations. Heidelberg 2015, ISBN 3-8253-6545-X.